# Stésimbrote de Thasos
Stésimbrote de Thasos est un écrivain grec contemporain de Périclès (Ve siècle av. J.-C.).
Originaire de l'île de Thasos, il aurait écrit plusieurs ouvrages aujourd'hui perdus, dont un pamphlet dirigé contre Thémistocle et Périclès, un ouvrage consacré à Homère, un autre consacré à Thucydide, ainsi qu'un ouvrage sur les initiations aux mystères.